# Куа-де-Буке
Куа-де-Буке (фр. Croix-des-Bouquets, гаит. креол. Kwadèbouke) — город в центральной части Гаити, на территории Западного департамента.

## Географическое положение
Расположен в 12,9 км к северо-востоку от столицы страны, города Порт-о-Пренс. Абсолютная высота — 64 метра над уровнем моря.

## История
Город был основан в 1749 году. Первоначально был расположен на берегу, но перенесён вглубь страны после землетрясения 1770 года в Порт-о-Пренсе.
22 марта 1792 года город стал ареной одного из первых сражений Гаитянской революции.
В результате землетрясения 12 января 2010 года разрушения были не столь значительны, как на побережье, кубинская медицинская миссия создала полевой госпиталь в районе.

## Население
В городе проживает 227 012 жителей (перепись 2009 года). Куа-де-Буке получил статус города в 1959 году.
Вуду, католицизм и протестантизм являются наиболее распространенными верованиями в городе.

## Известные люди
- Ардуэн, Селиньи — глава Гаити (1847).
- Вайклеф Жан — американо-гаитянский исполнитель хип-хопа.